# ローランド・アローホ
ルイス・ローランド・アローホ・アビラ（Luis Rolando Arrojo Avila , 1968年7月18日 - ）は、キューバ共和国ビジャ・クララ州サン・ホアン・デ・ロス・イエラス出身の元プロ野球選手（投手）。右投げ右打ち。

## 経歴

### キューバ時代 - 亡命
1983-1984シーズンにキューバ国内リーグ"セリエ・ナシオナル・デ・ベイスボル"デビュー。そのシーズンの新人王に輝いた。
ナランハス・デ・ビジャ・クララのエース級投手として1992-1993シーズンからのキューバリーグ3連覇に貢献した。1994-1995シーズンは86.0回を投げて無敗の11勝・防御率1.88を記録し、最優秀防御率のタイトルを獲得した。
金メダルを獲得した1992年8月のバルセロナオリンピック野球キューバ代表に選ばれた。1994年8月に開催された第32回ワールドカップでは11回・17奪三振の好投を見せるなど、キューバ代表として数多くの実績を挙げた。
アトランタオリンピック野球キューバ代表の一員としてアメリカ合衆国のジョージア州オールバニで最後の調整中の1996年7月9日に宿舎から逃走し、妻と2人の子供を残して亡命した。かつては「この世代で最も優秀な投手」と賞賛していたフィデル・カストロ国家評議会議長だったが、翌10日に行われたアトランタオリンピックの壮行会では、選手団を前にアローホを「裏切り者」と切り捨て、「去りたければ去れば良い。我々はフィールド上だけでは無く、アメリカの富の誘惑とも戦わなければならない」と演説して選手達を鼓舞した。亡命会見の席上、アローホの代理人は「高齢と見せ掛けて、誘いを無くそうとしたキューバ政府による情報操作だった」と発表。32歳と言われているが、実は28歳だったという事で、亡命翌日から4歳若返った。鉄矢多美子は1964年5月29日生まれと記載されたパスポートを見た事があり、亡命直前の1996年5月に日本遠征中のアローホと誕生日の盛大なお祝いをしたが、「1964年生まれで32歳」と言う彼のために32本のローソクを用意したという。
コスタリカで居住権を確立した後、1997年4月21日にMLBのタンパベイ・デビルレイズと契約金700万ドルの3年契約を結び、入団した。

### プロ入り後
1998年4月1日の対デトロイト・タイガース戦でMLB初登板。初登板では6回を投げて4失点したものの、勝利投手となった。平均91mph（約146km/h）の速球に切れのあるスライダーを武器に制球良く打ち取るスタイルで活躍した。オールスターゲームにも選ばれ、チーム最多14勝・202.0回・防御率3.56の成績で新人王の投票では2位に入った。
1999年は140.2回・防御率5.18と前年より大きく成績を下げ、特に左打者を抑えられずに苦しんだ。12月13日にビニー・カスティーヤとのトレードでアーロン・レデスマと共にコロラド・ロッキーズへ移籍。2000年7月27日にはジョン・ワズディンらとのトレードでボストン・レッドソックスへ移籍した。
2001年から中継ぎ投手として過ごした。2002年は中盤から肩や腰の痛みに苦しんで2度の故障者リスト（DL）入りを経験し、12月21日にレッドソックスから放出された。
2003年はマイナーリーグのAAA級コロンバスで9.0回を投げ、このシーズン限りで現役を引退した。

## 詳細情報

### 年度別投手成績
| 年 度    | 球 団    | 登 板 | 先 発 | 完 投 | 完 封 | 無 四 球 | 勝 利 | 敗 戦 | セ 丨 ブ | ホ 丨 ル ド | 勝 率 | 打 者 | 投 球 回 | 被 安 打 | 被 本 塁 打 | 与 四 球 | 敬 遠 | 与 死 球 | 奪 三 振 | 暴 投 | ボ 丨 ク | 失 点 | 自 責 点 | 防 御 率 | W H I P |
| -------- | -------- | ----- | ----- | ----- | ----- | -------- | ----- | ----- | -------- | ----------- | ----- | ----- | -------- | -------- | ----------- | -------- | ----- | -------- | -------- | ----- | -------- | ----- | -------- | -------- | ------- |
| 1998     | TB       | 32    | 32    | 2     | 2     | 0        | 14    | 12    | 0        | 0           | .538  | 853   | 202.0    | 195      | 21          | 65       | 2     | 19       | 152      | 3     | 1        | 84    | 80       | 3.56     | 1.29    |
| 1999     | TB       | 24    | 24    | 2     | 0     | 0        | 7     | 12    | 0        | 0           | .368  | 630   | 140.2    | 162      | 23          | 60       | 2     | 14       | 107      | 2     | 0        | 84    | 81       | 5.18     | 1.58    |
| 2000     | COL      | 19    | 19    | 0     | 0     | 0        | 5     | 9     | 0        | 0           | .357  | 470   | 101.1    | 120      | 14          | 46       | 6     | 12       | 80       | 1     | 2        | 77    | 68       | 6.04     | 1.74    |
| 2000     | BOS      | 13    | 13    | 0     | 0     | 0        | 5     | 2     | 0        | 0           | .714  | 301   | 71.1     | 67       | 10          | 22       | 0     | 4        | 44       | 3     | 0        | 41    | 40       | 5.05     | 1.25    |
| '00計    | BOS      | 32    | 32    | 0     | 0     | 0        | 10    | 11    | 0        | 0           | .476  | 771   | 172.2    | 187      | 24          | 68       | 6     | 16       | 124      | 4     | 2        | 118   | 108      | 5.63     | 1.48    |
| 2001     | BOS      | 41    | 9     | 0     | 0     | 0        | 5     | 4     | 5        | 3           | .556  | 438   | 103.1    | 88       | 8           | 35       | 4     | 12       | 78       | 2     | 0        | 44    | 40       | 3.48     | 1.19    |
| 2002     | BOS      | 29    | 8     | 0     | 0     | 0        | 4     | 3     | 1        | 4           | .571  | 348   | 81.1     | 83       | 7           | 27       | 1     | 6        | 51       | 2     | 0        | 47    | 45       | 4.98     | 1.35    |
| MLB：5年 | MLB：5年 | 158   | 105   | 4     | 2     | 0        | 40    | 42    | 6        | 7           | .488  | 3040  | 700.0    | 715      | 83          | 255      | 15    | 67       | 512      | 13    | 3        | 377   | 354      | 4.55     | 1.39    |

### 年度別守備成績
| 年 度 | 球 団 | 投手（P） | 投手（P） | 投手（P） | 投手（P） | 投手（P） | 投手（P） |
| 年 度 | 球 団 | 試 合     | 刺 殺     | 補 殺     | 失 策     | 併 殺     | 守 備 率  |
| ----- | ----- | --------- | --------- | --------- | --------- | --------- | --------- |
| 1998  | TB    | 32        | 17        | 40        | 4         | 5         | .934      |
| 1999  | TB    | 24        | 13        | 19        | 0         | 3         | 1.000     |
| 2000  | COL   | 19        | 10        | 18        | 4         | 4         | .875      |
| 2000  | BOS   | 13        | 6         | 10        | 0         | 1         | 1.000     |
| '00計 | BOS   | 32        | 16        | 28        | 4         | 5         | .917      |
| 2001  | BOS   | 41        | 12        | 17        | 0         | 3         | 1.000     |
| 2002  | BOS   | 29        | 13        | 6         | 2         | 2         | .905      |
| MLB   | MLB   | 158       | 71        | 110       | 10        | 18        | .948      |

### 選抜リーグ含むキューバリーグ通算投手成績
13シーズン　154勝98敗　防御率3.50　与四球率1.96　奪三振率5.05　被本塁打率0.83　WHIP1.25

359試合　259先発　2027.2回　442与四球（敬遠23）　169与死球　1138奪三振　187被本塁打

### 獲得タイトル・表彰・記録
CNS
- 新人王 （1984年）
- 最優秀防御率 （1995年）

MLB
- オールスターゲーム選出：1回 （1998年）

キューバ時代のオールスターゲーム選出歴は不明

### 背番号
- 30 （1998年）
- 17 （1999年）
- 19 （2000年）
- 46 （2000年）
- 30 （2000年）
- 44 （2001年 - 2002年）